# Materborn
Materborn ist ein im Stadtgebiet von Kleve am Niederrhein gelegenes nordrhein-westfälisches Dorf, das mit 10.959 Einwohnern (Stand: 31. Dezember 2015) auf einer Fläche von 1885 Hektar nach Kleve selbst den zweitgrößten Stadtteil bildet. Das Zentrum von Materborn liegt 2 km südwestlich vom Klever Zentrum. Nördlich vom Dorf liegt das Landschaftsschutzgebiet Standortübungsplatz einschließlich der Umgebung westlich Kleve.

## Geschichte und Kultur

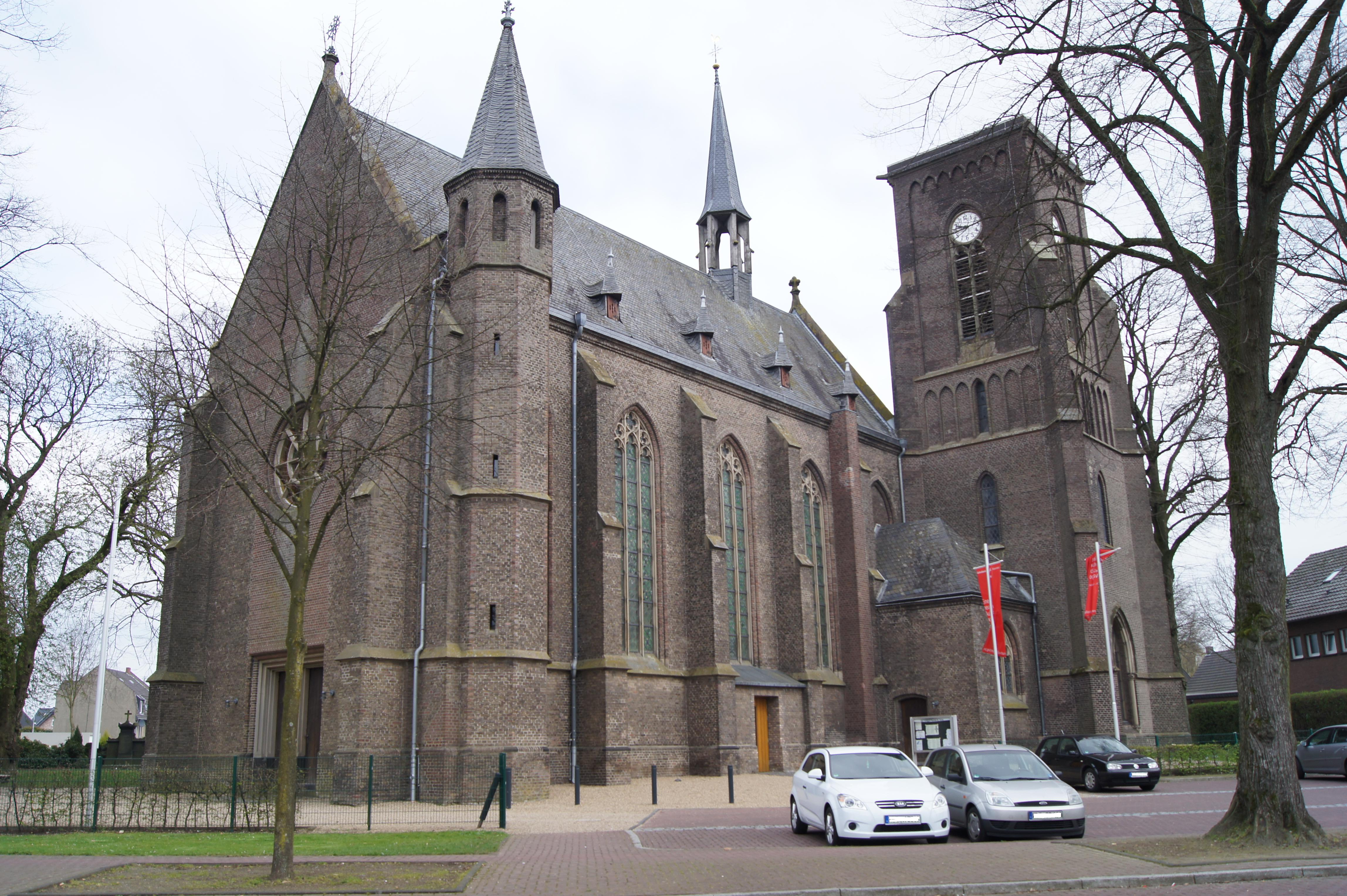
Pfarrkirche St. Anna, Materborn

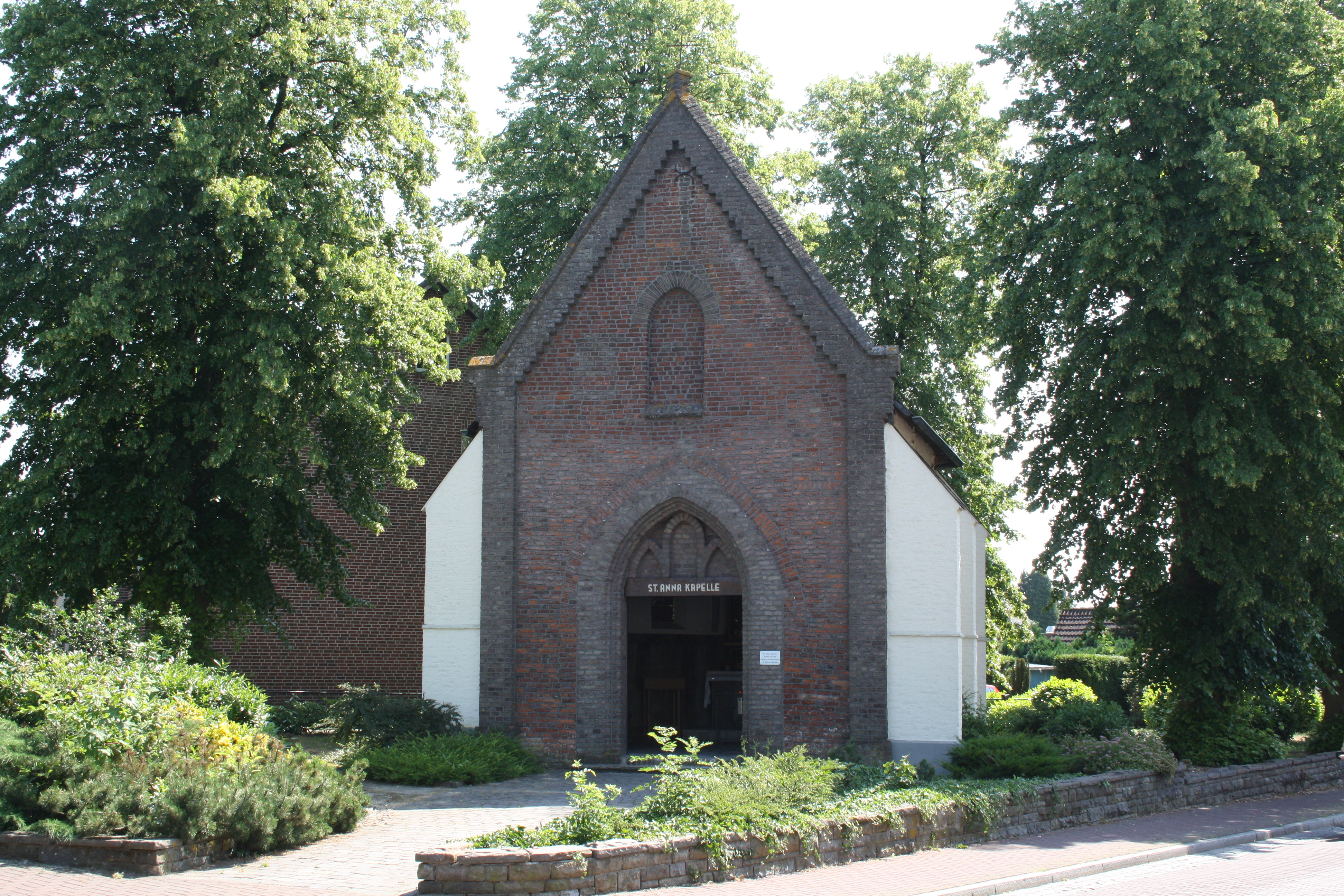
St. Anna-Kapelle Materborn

Im nahegelegenen Klever Reichswald fand im Februar 1945 die sogenannte Schlacht im Reichswald statt. Dort befindet sich heute der größte Kriegsgräberfriedhof des Commonwealth in Deutschland, der Reichswald Forest War Cemetery.
Nach Kriegsende war der linke Niederrhein britische Besatzungszone.
Am 1. Juli 1969 wurde Materborn nach Kleve eingemeindet. Zuvor hat es von 1794 bis 1945 eine Bürgermeisterei bzw. ein Amt Materborn gegeben.
Im Zentrum von Materborn befindet sich die alte St.-Anna-Kirche; ihr Kirchturm wurde während des Zweiten Weltkriegs zerstört. Bis 1966 fanden dort weiter Messen statt; ab dann in der 1966 fertiggestellten neuen St.-Anna-Kirche. Letztere wurde inzwischen wieder abgerissen, an ihrer Stelle (Stand Dezember 2017) hat die Lebenshilfe Kleverland einen Wohnpark bauen lassen.
Die alte Kirche (inzwischen saniert) wird seit Ende 2008 wieder für Gottesdienste  genutzt.
Nahe der alten Kirche liegt die heute als Seniorenheim dienende, erstmals 1663 urkundlich erwähnte Burg Ranzow; deren Gartenanlagen sind öffentlich zugänglich. Am Klever Berg in Materborn steht ein Sendemast des WDR.

## Einrichtungen für Kinder und Jugendliche
In Materborn befinden sich das 1969 eröffnete SOS-Kinderdorf Niederrhein und eine Jugendherberge des DJH.
Es gibt in Materborn einen eigenen Stamm der Deutschen Pfadfinderschaft Sankt Georg (DPSG).
Materborn hat eine Bekenntnisgrundschule (St.-Marien-Grundschule). Die Gemeinschaftshauptschule (St.-Anna-Gemeinschafts-Hauptschule) ist geschlossen worden. Das direkt daneben gelegene katholische Jugendzentrum „Das Theo“ bildet den Treffpunkt für Jugendliche aus Materborn und anderen Stadtteilen.

## Vereine und Veranstaltungen
In den Sommermonaten wird die Materborner Kirmes veranstaltet. Es gibt einen Fußballverein namens SV Siegfried Materborn 1927 e. V., einen Pfadfinderstamm, einen Spielmannszug, den 1963 gegründeten Verein der Heimatfreunde Materborn e. V. sowie zahlreiche weitere Vereine.